# 神社港
神社港（かみやしろこう）は、三重県伊勢市の町名。郵便番号は516-0004。2020年（令和2年）4月30日現在の人口は631世帯1,246人。
『勢陽五鈴遺響』によれば、神社港の地名は、地域内にある伊勢神宮豊受大神宮（外宮）の摂社・御食神社（みけんじんじゃ）に由来する。地域内はほぼ住宅地であるが、元は勢田川河口に位置する港町として発達し、往時の繁栄を偲ぶ古い街並みが残る。

## 地理
伊勢市北部、伊勢の中心市街地である山田に隣接する神社（かみやしろ）地区に位置する。宮川水系勢田川左岸（西岸）に位置する港町として賑ってきた。中心集落は万治から寛文年間（1658年 - 1672年）に移転して形成された。
- 河川：勢田川、馬瀬川

北と西は下野町、東は一色町、南は竹ヶ鼻町と接する。勢田川水面上の南端の1点で田尻町とも接している。

## 歴史

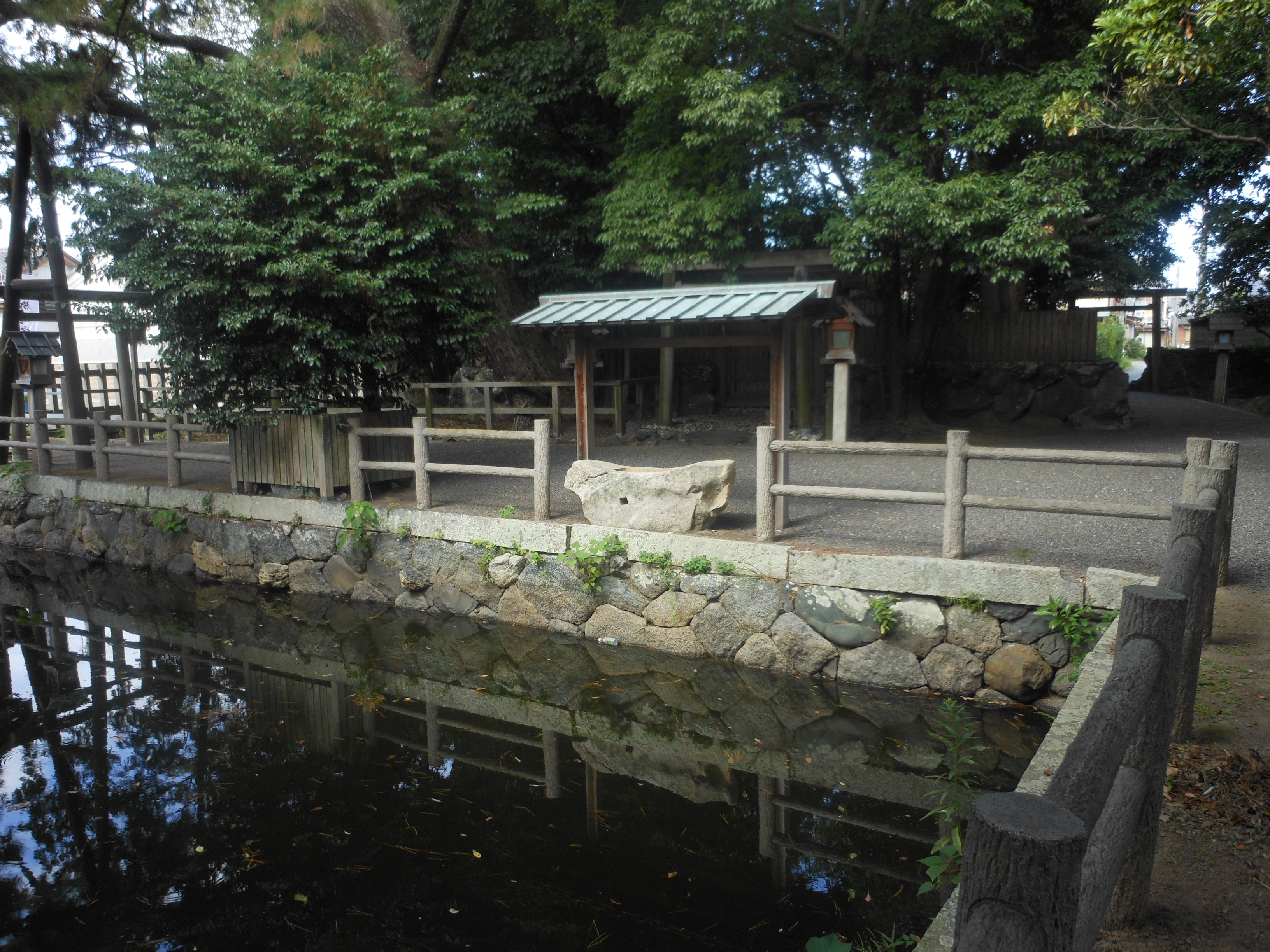
御食神社

古代には「大口村」と称し、竹ヶ鼻町とともに1つの村を形成していた。当時より、倭姫命に鷲取老翁（わしとりのおきな）が清水を奉った功績を讃えて創建されたとする外宮摂社の御食神社があり、櫻井勝之進は既に交通の要衝として機能していたのではないかと著書に記している。ただし集落の起源は潮満寺の門前町であった。潮満寺は弘仁8年（817年）創建とされ、寺の南東に入り江があったことから、舟運に都合の良い位置であったと考えられる。元久元年（1204年）の文書『神宮雑書』には、「南限大口并神社」とあり、神社の地名が確認できる。天正元年（1573年）の『舟上せ候入みち』には、神社の有力者として源左衛門の名を記している。
江戸時代には伊勢国度会郡神社村として神領（伊勢神宮領）に属した。政治上は山田三方の支配下に置かれ、年寄衆が村政に当たった。また、近隣の馬瀬村・竹ヶ鼻村とともに1郷とされた。今に続く港湾が形成された万治年間（1658年 - 1661年）以降、伊勢神宮鳥居前町の宇治・山田の外港として賑い、元文年間（1736年 - 1740年）に最盛期を迎えた。8隻の船を所有し、最大のものは800石船であった。諸国から廻船を迎えたことから、海運業、造船業、問屋が発達した。団平船・平田舟の建造では造船の腕前と価格の安さが三河・尾張・紀伊まで知られるほどであった。更に関東地方や中国地方から伊勢神宮の参宮客が多く船で訪れ（船参宮と言う）、文化15年（1818年）には26軒の船宿のほか、遊廓や旅館が建ち並んでいた。『神都名勝誌』は特に春から夏にかけて参宮客が多いとし、『勢国見聞集』は「船付繁花の地なり遊女あり」と記している。その繁栄は大湊と並ぶほどであったと言われ、神都の2大商港を成していた。

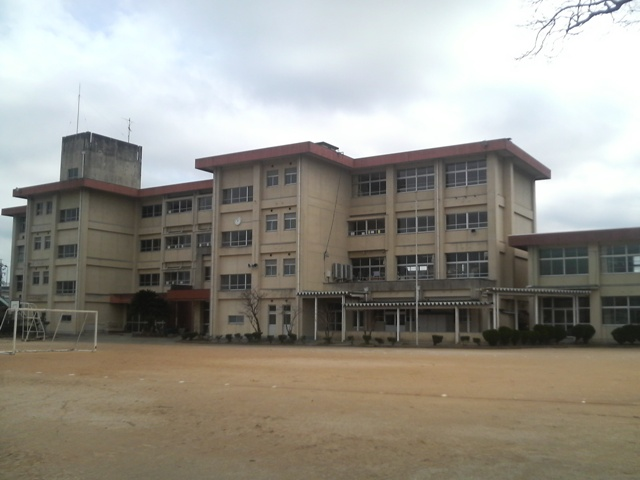
神社小学校

神社村は明治元年（1868年）に神社港に改称した。改称は、開国により繁栄した神奈川港や兵庫港などに憧れた住民からの申し出による。1874年（明治7年）には伊勢市立神社小学校の前身である神社学校が開校した。『共武政表』によれば、1879年（明治12年）には100石以上の船が8隻、100石船以下が77隻あったという。明治期も船参宮客が多く上陸し、神宮へ奉納する物資や神宮の社殿に使われる御用材も神社港で陸揚げされた。1884年（明治17年）に設立された共同汽船会社は名古屋港・豊橋港との間に外輪船航路を設定し、1889年（明治22年）3月24日から4月10日の約3週間に8,000人が乗船したという記録が残る。船参宮は明治末期まで続いた。1889年（明治22年）に神社港を中心として神社町が発足、その大字となり、1944年（昭和19年）に、宇治山田市の町名となる。1911年（明治44年）に電灯が灯った。1945年（昭和20年）の宇治山田空襲では、6月15日に火災が発生した。
港町として成長してきた神社港は、陸上交通の発達に伴い、衰微していくこととなる。街は少子高齢化が進んでいるが、地元有志による地域活性化が進められている。2003年（平成15年）11月10日には、活動主体である「神社みなとまち再生グループ」が特定非営利活動法人（NPO）の認証を受けた。

### 沿革
- 1889年（明治22年）4月1日 - 町村制施行により、度会郡神社町大字神社港となる。
- 1941年（昭和16年）5月5日 - 神社町が宇治山田市に編入され、宇治山田市大字神社港となる。
- 1944年（昭和18年）4月1日 - 大字から町名に変更となり、宇治山田市神社港となる[2]。
- 1955年（昭和30年）1月1日 - 市名改称により、伊勢市神社港となる。

### 町名の変遷
| 実施後 | 実施年月日               | 実施区分       | 実施前         |
| ------ | ------------------------ | -------------- | -------------- |
| 神社港 | 1868年（明治元年）       | 村名改称       | 神社村         |
| 神社港 | 1944年（昭和19年）4月1日 | 大字から町名へ | 神社港（大字） |

### 人口の変遷
1643年以降の人口の推移。1995年以後は国勢調査による推移。
| 1643年（寛永20年） | 542人   | [ 3 ]      |  |
| 1914年（大正3年）  | 1,018人 | [ 3 ]      |  |
| 1965年（昭和40年） | 1,378人 | [ 3 ]      |  |
| 1980年（昭和55年） | 1,447人 | [ 4 ]      |  |
| 1995年（平成7年）  | 1,423人 | [ WEB 8 ]  |  |
| 2000年（平成12年） | 1,406人 | [ WEB 9 ]  |  |
| 2005年（平成17年） | 1,388人 | [ WEB 10 ] |  |
| 2010年（平成22年） | 1,351人 | [ WEB 11 ] |  |
| 2015年（平成27年） | 1,267人 | [ WEB 12 ] |  |

### 世帯数の変遷
1643年以降の世帯数の推移。1995年以後は国勢調査による推移。
| 1643年（寛永20年） | 116戸   | [ 3 ]      |  |
| 1914年（大正3年）  | 195戸   | [ 3 ]      |  |
| 1965年（昭和40年） | 354世帯 | [ 3 ]      |  |
| 1980年（昭和55年） | 418世帯 | [ 4 ]      |  |
| 1995年（平成7年）  | 489世帯 | [ WEB 8 ]  |  |
| 2000年（平成12年） | 530世帯 | [ WEB 9 ]  |  |
| 2005年（平成17年） | 546世帯 | [ WEB 10 ] |  |
| 2010年（平成22年） | 605世帯 | [ WEB 11 ] |  |
| 2015年（平成27年） | 624世帯 | [ WEB 12 ] |  |

## 学区
市立小・中学校に通う場合、学区は以下の通りとなる。
| 番・番地等 | 小学校             | 中学校           |
| ---------- | ------------------ | ---------------- |
| 全域       | 伊勢市立神社小学校 | 伊勢市立港中学校 |

## まちづくり

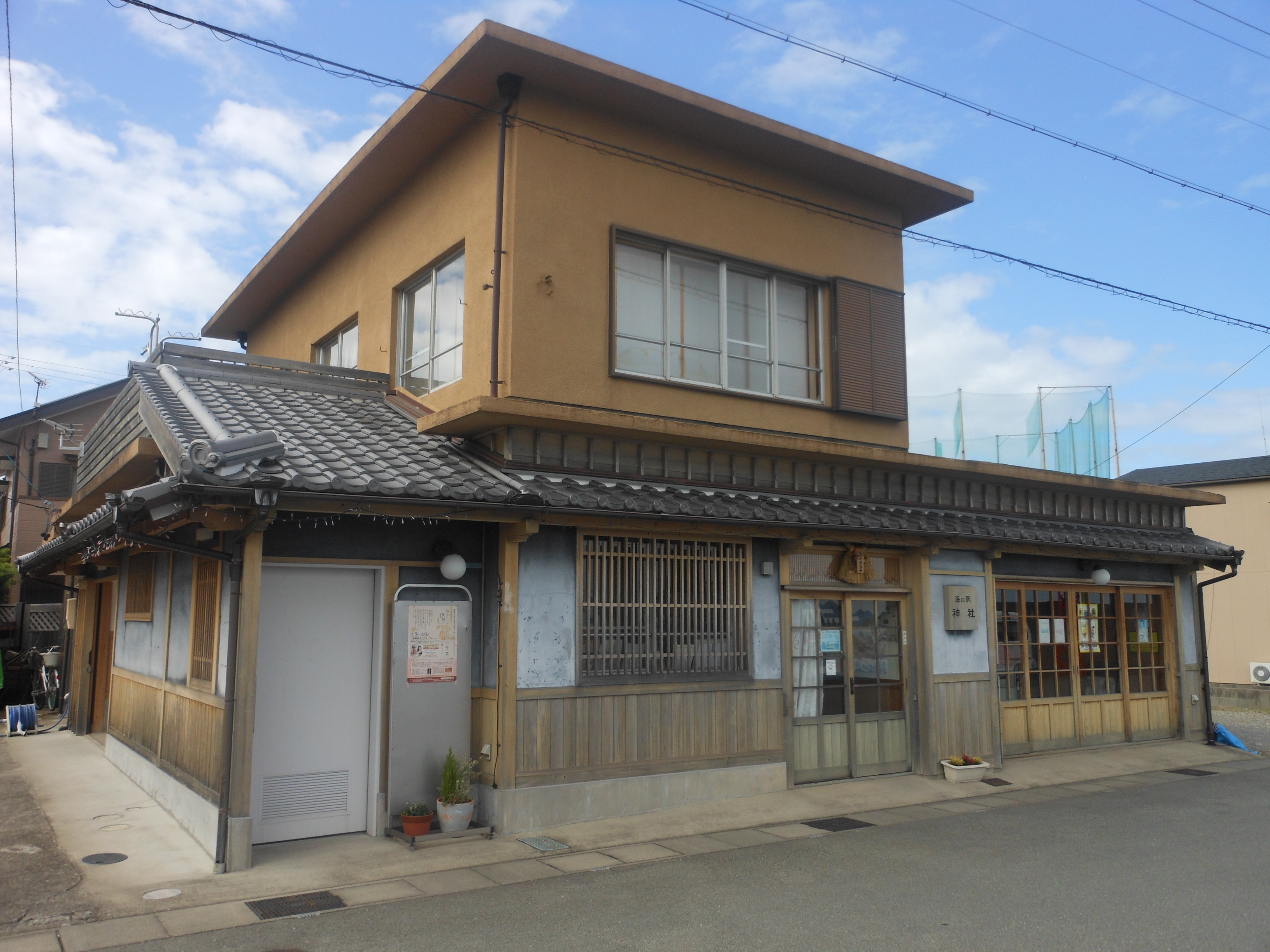
海の駅・神社

神社港のまちづくりの端緒は、1992年（平成4年）6月に郷土史家を招いて行われた講座勉強会にある。その後も地元有志による勉強会や視察を重ね、1998年（平成10年）には途絶えていた愛知県知多郡南知多町篠島からの干鯛（御幣鯛＝おんべだい）の奉納船の入港が再開された。この行事は70年ぶりの復活であり、1998年（平成10年）には300人が出迎え、2003年（平成15年）には1,800人まで増加するなど、市民行事として定着した。
2002年（平成14年）4月、中部国際空港の開港や宇治山田港再開発に合わせ「神社みなとまち再生グループ」を組織し、翌2003年（平成15年）11月10日にNPO法人格を取得した。NPOとして和船「みずき」の運航のほか、海の駅の運営、朝市や寄席の開催、宇治山田港を会場とした「伊勢・二見浦シーカヤックマラソン大会」の企画運営などを行っている。宇治山田港と中部国際空港を結ぶ航路（お伊勢サンライン）からセラヴィ観光汽船が就航前に撤退した際には、「株式会社伊勢エアポートライン」を立ち上げて中部国際空港への就航を目指した。

### 和船「みずき」の運航
港町の再生と船参宮の再生による他地域との連携を目的に和船「みずき」を運航している。船は2004年（平成16年）に東海船舶工業会や伊勢市とともに地元の元船大工4人に依頼して製作し、船名は公募により伊勢市出身のアテネオリンピック金メダリスト・野口みずきにちなんで「みずき」と名付けた。2005年（平成17年）に運航を開始し、観光客を中心に初年は1,633人が利用したが、2010年（平成22年）には利用者が626人に落ち込んでいる。その一方で勢田川のシンボルとしては定着し、地域のイベントなどで活用されるなどの効果を挙げている。
水上バス形式で、神社・海の駅から河崎・川の駅までを結ぶ。2013年（平成25年）現在、4月から11月の第1・3日曜日のみの運航であるが、チャーター便にも対応する。「どんどこ祭」の際には、お囃子を奏でながらみずきで水上パレードを行う。

### みなとまち館
みなとまち館は、神社みなとまち再生グループの事務所の2階を利用した資料館であり、2004年（平成16年）3月に開館した。三重県が推進する「まちかど博物館」に登録されている。
みなとまち館では船大工の道具などが展示されている。また、伝馬船の乗船体験やシーカヤックの貸し出しなども行う。

## 交通

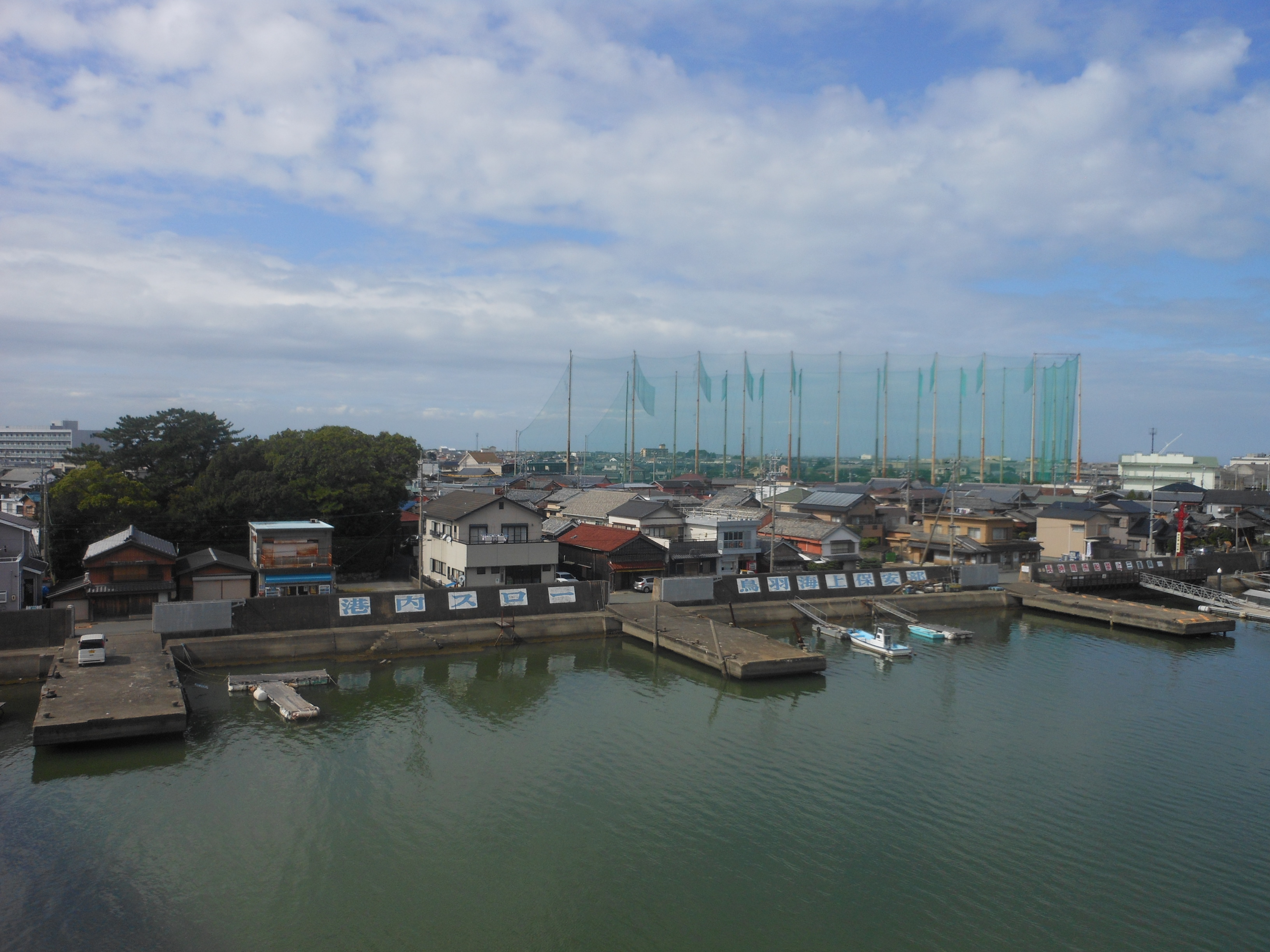
宇治山田港神社地区の桟橋

### 陸上交通
道路
- 三重県道201号宇治山田港伊勢市停車場線 - 神社港南部を東西に通る。1886年（明治19年）に開通した「神社街道」が元になっている[3]。東端の一色大橋で勢田川対岸の一色町と結ばれている[4]。

路線バス
■三重交通神社港バス停（伊勢営業所管内）
- 04系統 伊勢市駅前
- 04系統 一色町

### 水上交通
- 和船「みずき」（4 - 11月の第1・3日曜日に運航）[12]
  - 神社・海の駅 - 二軒茶屋・川の駅 - 河崎・川の駅[15]

## 施設

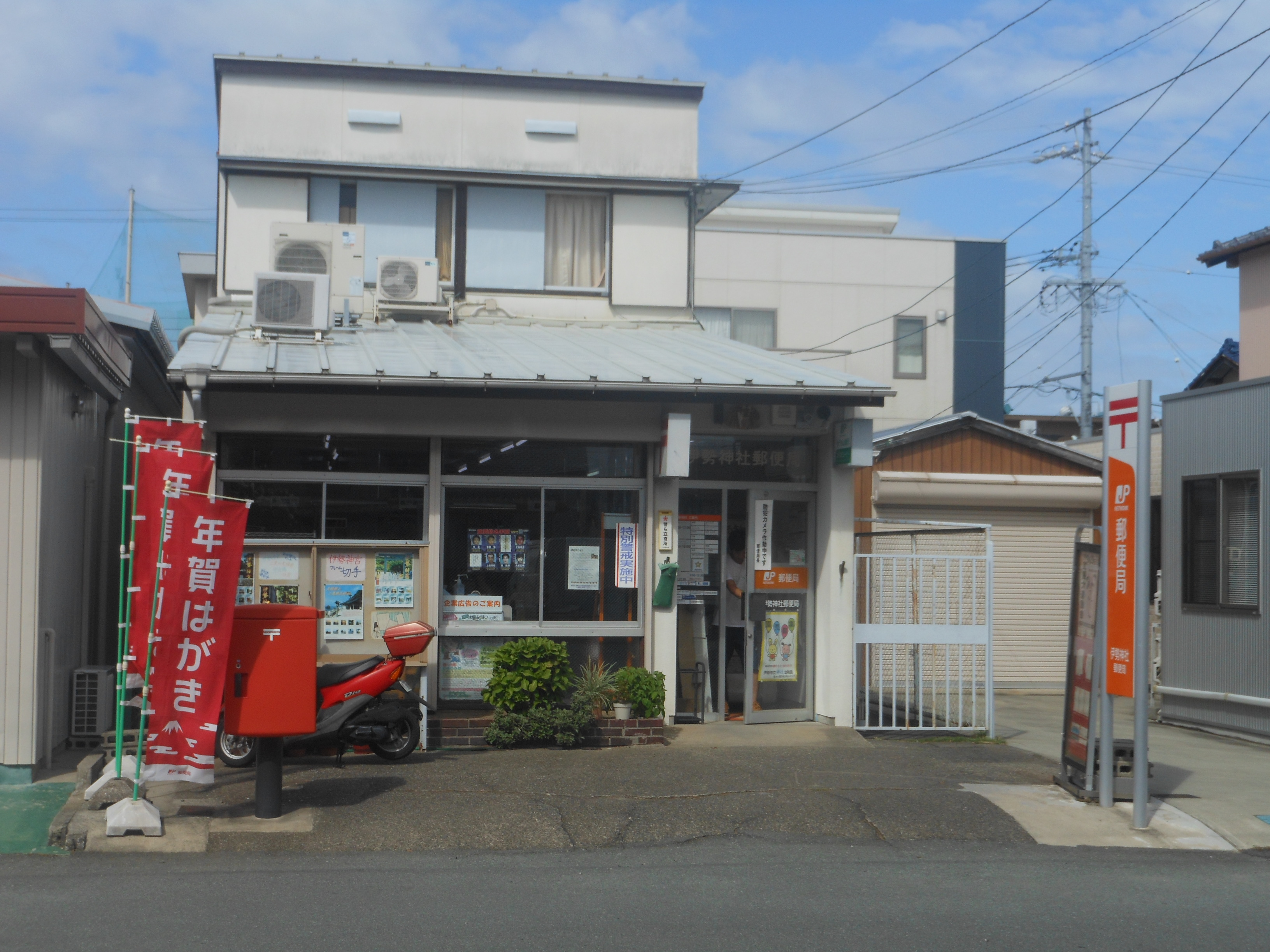
伊勢神社郵便局

- 伊勢市役所神社支所
- 伊勢市立神社小学校
- 伊勢市立神社幼稚園
- 伊勢神社郵便局
- シンフォニア テクノロジー五十鈴寮[WEB 16]
- 旅館柏屋
- みなとまち館
- 伊勢市みなとデイサービスセンター

### 寺社
- 御食神社 - 神社港の地名の由来となった神社[12]。境内の「辰の井」には倭姫命の伝説が残り、住民から親しまれている[12]。
- 浄土宗清雲院 - 徳川家康の側室・清雲院お夏の方の願いにより建立された寺院であり、「お夏寺」の通称がある[4]。1918年（大正7年）に宇治山田市尾上町から移転する[21]。

### WEB
1. ↑  “三重県伊勢市の町丁・字一覧”.   人口統計ラボ. 2019年8月19日閲覧。
2. 1 2  “人口統計 - 伊勢市の人口・世帯数”.   伊勢市戸籍住民課. 2020年6月5日閲覧。
3. 1 2  “神社港の郵便番号”.  日本郵便. 2019年8月15日閲覧。
4. ↑  “市外局番の一覧”.   総務省. 2019年6月24日閲覧。
5. ↑  NPO法人神社みなとまち再生グループ"三重県伊勢市神社港"（2013年12月8日閲覧。）
6. ↑  “みなとまちづくりの事例紹介”.   周南市. 2013年12月8日時点のオリジナルよりアーカイブ。2013年12月8日閲覧。
7. 1 2  Weblio"神社みなとまち再生グループとは - NPO法人データベース Weblio辞書"（2013年12月5日閲覧。）
8. 1 2  “平成7年国勢調査の調査結果(e-Stat) - 男女別人口及び世帯数 －町丁・字等”.   総務省統計局 (2014年3月28日). 2019年8月16日閲覧。
9. 1 2  “平成12年国勢調査の調査結果(e-Stat) - 男女別人口及び世帯数 －町丁・字等”.   総務省統計局 (2014年5月30日). 2019年8月16日閲覧。
10. 1 2  “平成17年国勢調査の調査結果(e-Stat) - 男女別人口及び世帯数 －町丁・字等”.   総務省統計局 (2014年6月27日). 2019年8月16日閲覧。
11. 1 2  “平成22年国勢調査の調査結果(e-Stat) - 男女別人口及び世帯数 －町丁・字等”.   総務省統計局 (2012年1月20日). 2019年8月16日閲覧。
12. 1 2  “平成27年国勢調査の調査結果(e-Stat) - 男女別人口及び世帯数 －町丁・字等”.   総務省統計局 (2017年1月27日). 2019年8月16日閲覧。
13. ↑  “通学区域から見る 「伊勢市立小中学校一覧」” (PDF).   伊勢市. 2019年8月19日閲覧。
14. 1 2 3  NPO法人神社みなとまち再生グループ"神社（かみやしろ）みなとまち再生グループとは"（2013年12月5日閲覧。）
15. 1 2 3 4  国土交通省. “『歴史・文化』を活用したみなとまちづくり（宇治山田港）”. 2013年12月8日時点のオリジナルよりアーカイブ。2013年12月8日閲覧。
16. ↑  三重県"シンフォニアテクノロジー伊勢製作所及び五十鈴寮周辺図"

### 文献・注釈
1. ↑  “陸運局の所在地・管轄区域【三重県|三重陸運局】”. くるなび. 2020年6月5日閲覧。
2. 1 2 3 4  昭和19年4月1日三重縣告示第二百六十九號
3. 1 2 3 4 5 6 7 8 9 10 11 12 13 14 15 16 17 18 19 20 21 22  「角川日本地名大辞典」編纂委員会 1983, p. 350.
4. 1 2 3 4 5 6 7  「角川日本地名大辞典」編纂委員会 1983, p. 1161.
5. ↑  伊勢文化舎 編（2008）：42ページ
6. ↑  伊勢文化舎 編（2008）：47ページ
7. ↑  櫻井勝之進（1970）：93ページ
8. ↑  伊勢市 編（1968）：24ページ
9. 1 2 3  伊勢市 編（1968）：25ページ
10. ↑  平凡社（1983）：681 - 682ページ
11. 1 2 3 4  平凡社地方資料センター 1983, p. 682.
12. 1 2 3 4 5 6 7 8  伊勢文化舎 編（2013）：7ページ
13. ↑  三重県歴史教育者協議会 編（2006）：300ページ
14. ↑  伊勢市 編（1968）：26 - 27ページ
15. 1 2 3 4 5 6 7  新宅ほか（2011）：414ページ
16. ↑  「伊勢でカヤック大会 地元のNPO法人が企画」朝日新聞2009年7月27日付朝刊、三重版17ページ
17. ↑  松永佳伸「代替会社探し難航 伊勢市長、打診続ける 霧中の中部空港航路 受け皿へ新会社 地元有志ら呼びかけ」朝日新聞2008年5月22日付朝刊、三重版29ページ
18. ↑  "復元「伊勢船型」が完成 地元市民ら、港内を試乗"朝日新聞2004年11月14日付朝刊、三重版25ページ
19. ↑  "きょう「どんどこ祭り」 伊勢"朝日新聞2008年5月17日付朝刊、三重版23ページ
20. ↑  三重県環境生活部文化振興課"三重県まちかど博物館/まちかど博物館詳細/みなとまち館"（2013年12月8日閲覧。）
21. ↑  伊勢市 編（1968）：482年